# 博讷库尔
博讷库尔（法語：Bonnecourt，法語發音：[bɔnkuʁ]）是法国上马恩省的一个市镇，属于朗格勒区。

## 地理
博讷库尔（47°57'10"N, 5°28'30"E）面积10.88 平方千米，位于法国大東部大區上马恩省，该省份为法国东北部内陆省份，北起马恩省和默兹省，西接奥布省，西南接科多尔省，东南接上索恩省，东临孚日省。
与博讷库尔接壤的市镇（或旧市镇、城区）包括：弗雷库尔、瓦勒德默兹、讷伊莱韦克、普瓦瑟勒、绍富尔。

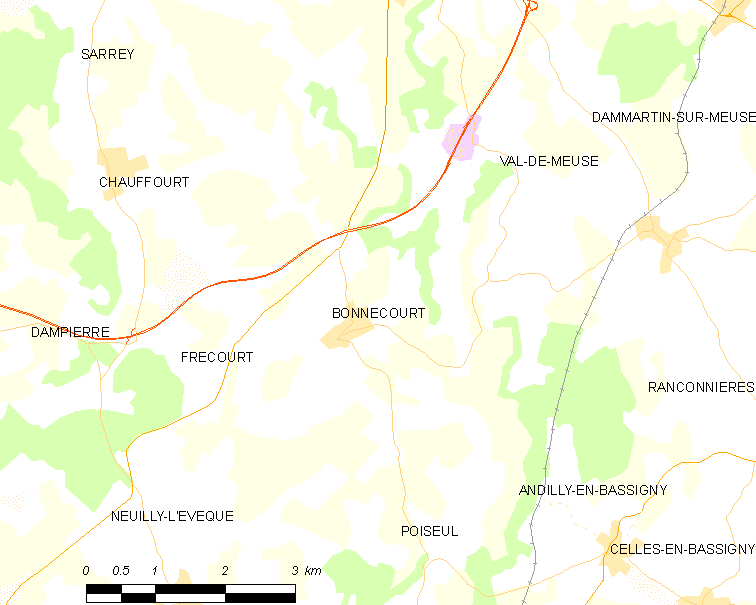
博讷库尔的OSM定位图

博讷库尔的时区为UTC+01:00、UTC+02:00（夏令时）。

## 行政
博讷库尔的邮政编码为52360，INSEE市镇编码为52059。

## 政治
博讷库尔所属的省级选区为诺让县。

## 人口

1962-2008年间博讷库尔人口变化图示

博讷库尔于2022年1月1日时的人口数量为131人。